# Scânteia (Iași)
Scânteia is een Roemeense gemeente in het district Iași.
Scânteia telt 4539 inwoners.